# Лозовая (приток Айдара)
Лозовая (устар. Лозная) — река в России (Белгородская область) и на Украине (Луганская область). Устье реки находится в 227 км по правому берегу реки Айдар. Длина реки составляет 28 км, площадь водосборного бассейна 380 км². Исток реки находится в селе Белый Колодезь (Вейделевский район).

## Данные водного реестра
По данным государственного водного реестра России относится к Донскому бассейновому округу, водохозяйственный участок реки — Айдар до границы России с Украиной, речной подбассейн реки — Северский Донец (российская часть бассейна). Речной бассейн реки — Дон (российская часть бассейна).
Код объекта в государственном водном реестре — 05010400412107000013014.